# Макартур, Кэтрин Меган
Кэ́трин Ме́ган Мака́ртур, (англ. Katherine Megan McArthur; род. 30 августа 1971, Гонолулу) — американский океанограф и астронавт НАСА. Совершила два космических полёта: в 2009 и 2021 годах.

## Личные данные и образование

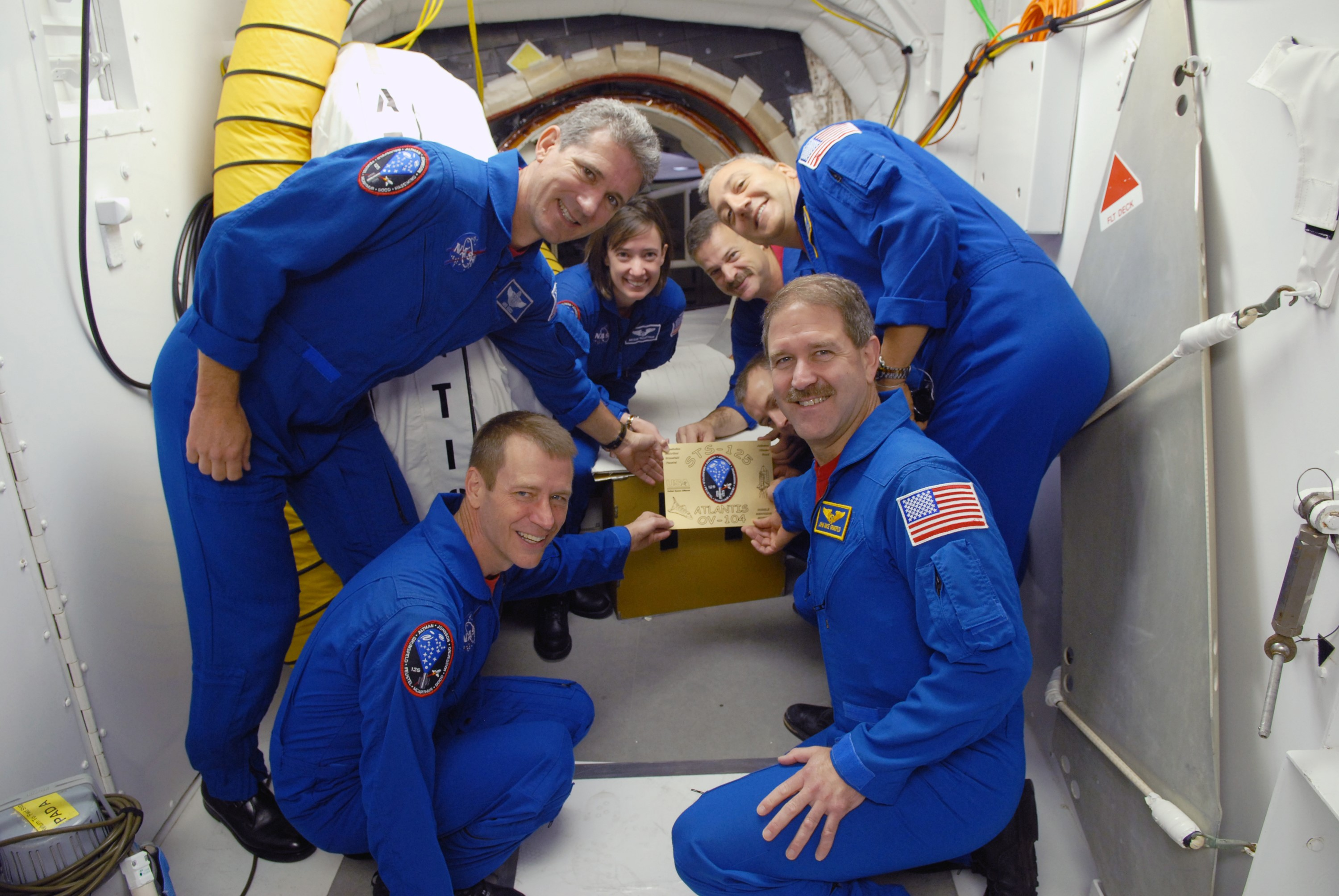
На тренировке: Макартур в глубине кадра.

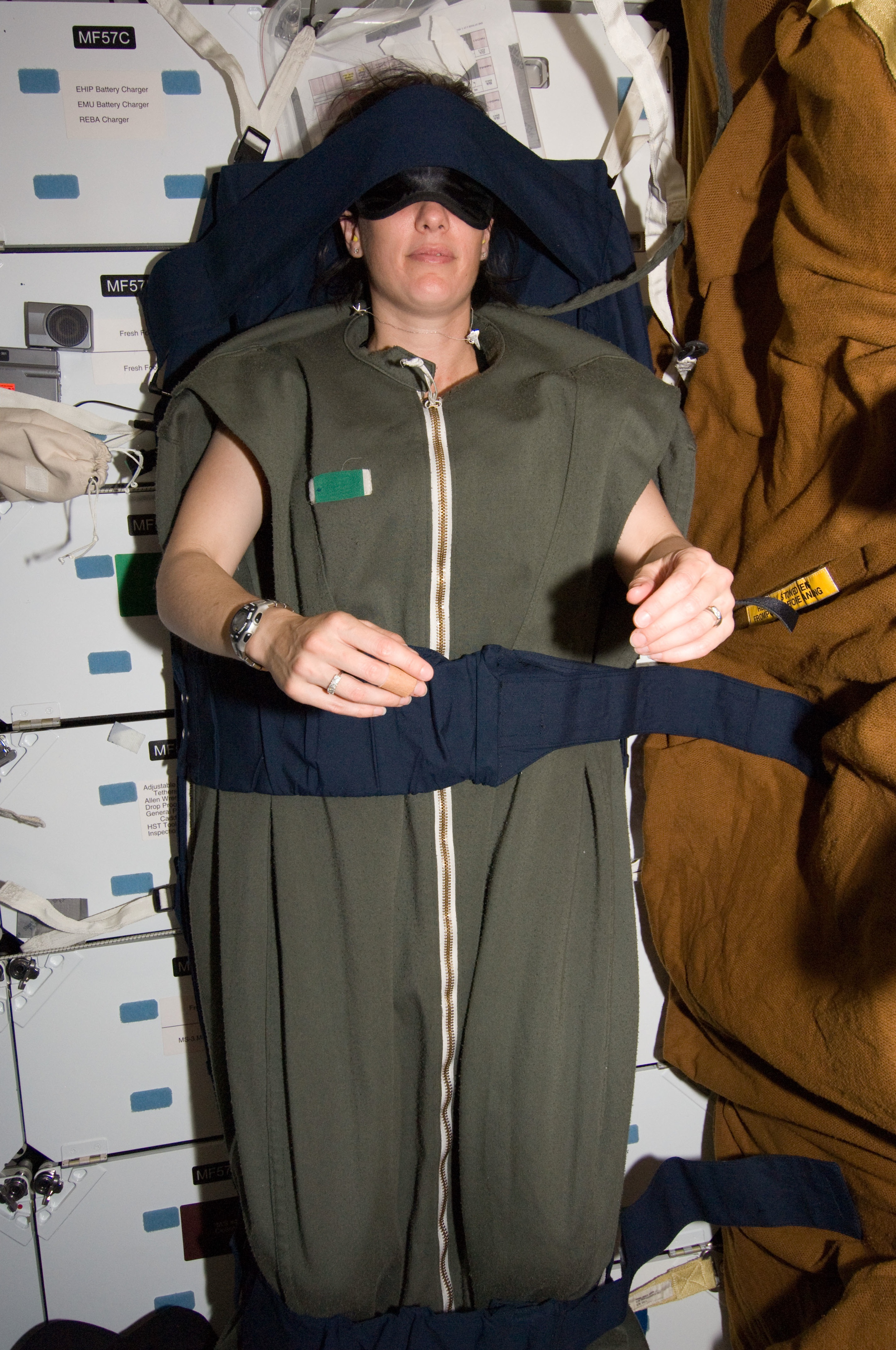
Сон на орбите.

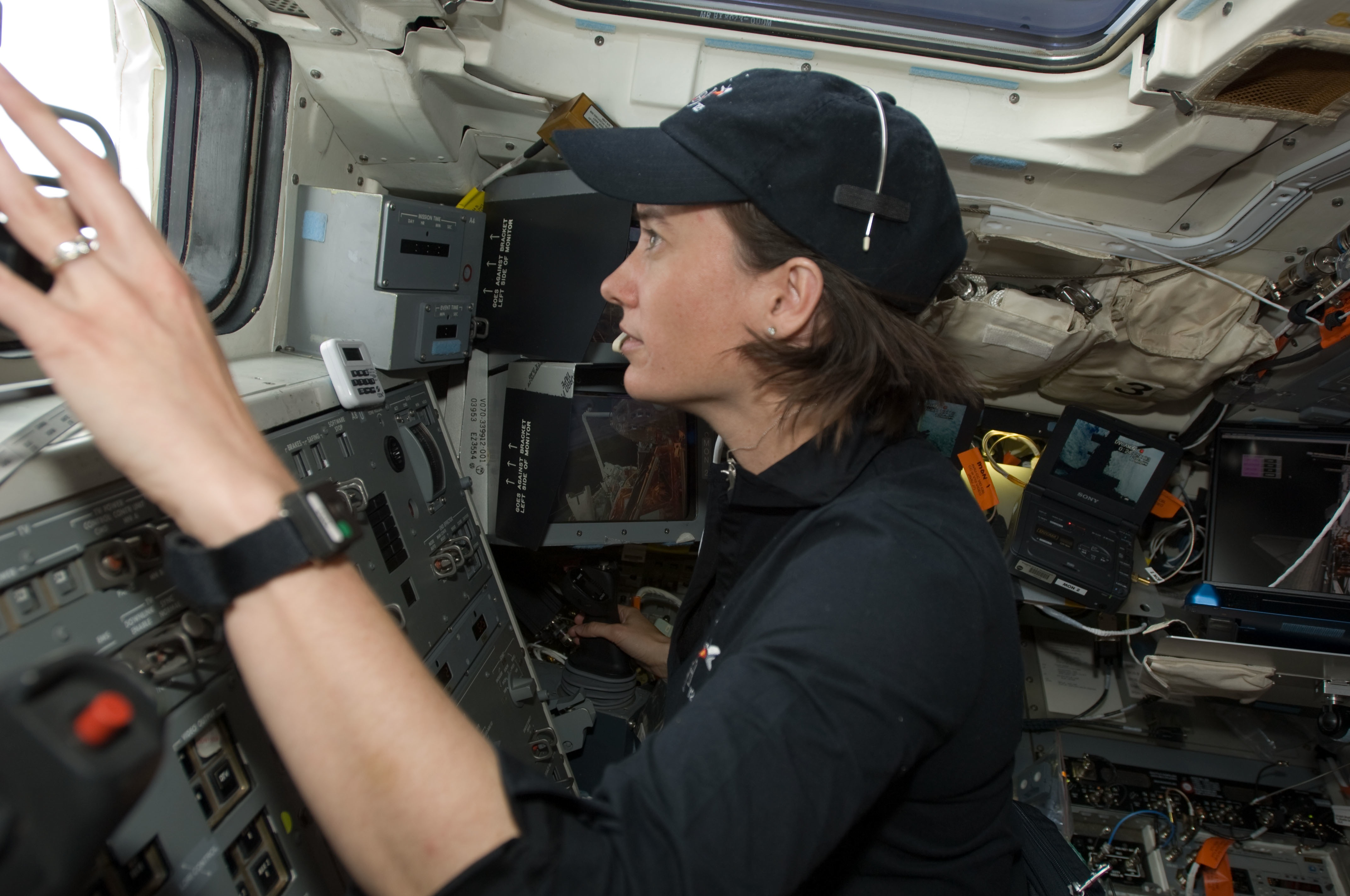
STS-125: Макартур контролирует дистанционный манипулятор.

Кэтрин Макартур родилась 30 августа 1971 года в семье Дона и Кит Макартур в городе Гонолулу в штате Гавайи, но своим родным считает город Маунтин-Вью, Калифорния, где в 1989 году окончила среднюю школу. В 1993 году получила степень бакалавра в области аэрокосмической техники в Калифорнийском университете, в городе Лос-Анджелес. В 2002 году получила степень доктора (Ph. D.) в области океанологии в Скриппсовском океанографическом институте в районе Ла-Холья города Сан-Диего в штате Калифорния.

## До НАСА
С 1993 года работала в Институте Океанографии, при Скриппсовском Университете. Она занималась изучением распространения звуковых колебаний в водной среде и цифровой обработкой данных. Создала геоакустическую модель распространения волн и алгоритм воссоздания утерянных данных при их передаче. Была руководителем исследовательских работ в океане. В Институте занималась испытанием оборудования под водой, сбором и анализом данных, коллекций морских растений, животных и отложений. Руководила обслуживанием Институтского аквариума: 70 000 галлонов воды c животными (кормежка и наблюдение), проводила экскурсии.

## Подготовка к космическим полётам
26 июля 2000 года была зачислена в отряд НАСА в составе восемнадцатого набора, кандидатом в астронавты. Стала проходить обучение по курсу Общекосмической подготовки (ОКП). По окончании курса, в 2001 году получила квалификацию «специалист полёта» и назначение в Офис астронавтов НАСА.

## Полёты в космос
- Первый полёт — STS-125[3], шаттл «Атлантис». C 11 по 24 мая 2009 года в качестве «специалист полёта». Экспедиция «Атлантис» STS-125 к телескопу Хаббл продлила его работоспособность, по крайней мере, до 2014 года. Во время экспедиции астронавты установили на телескопе шесть новых гироскопов стабилизации, шесть новых никель-водородных аккумуляторов, новый компьютер, отвечающий за обработку данных, новую широкоугольную камеру (Wide Field Camera 3) и новый спектрограф космического излучения (Cosmic Origins Spectrograph). Стоимость новой широкоугольной камеры — 126 миллионов долларов, стоимость спектрографа — 81 миллион долларов. Астронавты «Атлантиса» также восстановили работоспособность регистрирующего спектрографа (Space Telescope Imaging Spectrograph), у которого в 2007 году вышла из строя система электропитания и усовершенствованную обзорную камеру (Advanced Camera for Surveys), которая вышла из строя в 2007 году. Астронавты также установили на телескопе усовершенствованный датчик точного наведения (fine guidance sensor). Продолжительность полёта составила 12 дней 21 час 37 минут[4].
- Второй полёт — 23 апреля по 9 ноября 2021 года, в качестве пилота экипажа американского частного многоразового космического корабля SpaceX Crew-2 и бортинженера космических экспедиций МКС-65/66, стартовала со стартового комплекса LC-39A Космического центра NASA имени Кеннеди к МКС[5]. 16 июня 2021 года, во время выхода в открытый космос астронавтов Ш. Кимбро и Т. Песке, Меган Макартур управлявшая рукой-манипулятором Canadarm-2 помогала с борта МКС перемещать панель батареи iROSA массой около 340 кг для её установки на ферме P6[6].

## После полёта
Оказывает поддержку экипажам астронавтов на тренировках и на борту МКС, работая в НАСА в качестве заместителя начальника оперативного отдела Управления астронавтов МКС. В 2016 году приняла участие в миссии НАСА по операциям в экстремальной окружающей среде (NEEMO 21).

## Награды и премии
медаль «За космический полёт» (2009)

## Личная жизнь
Муж — астронавт НАСА Роберт Бенкен, у пары есть сын.
Её хобби: подводное плавание, пеший туризм, любит готовить.